# Takuya Matsuura
Takuya Matsuura (松浦 拓弥, Matsuura Takuya) est un footballeur japonais né le 21 décembre 1988. Il évolue au poste de milieu de terrain.

## Palmarès
- Vainqueur de la Coupe de la Ligue japonaise en 2010 avec le Júbilo Iwata